# Kristen McDonald Rivet

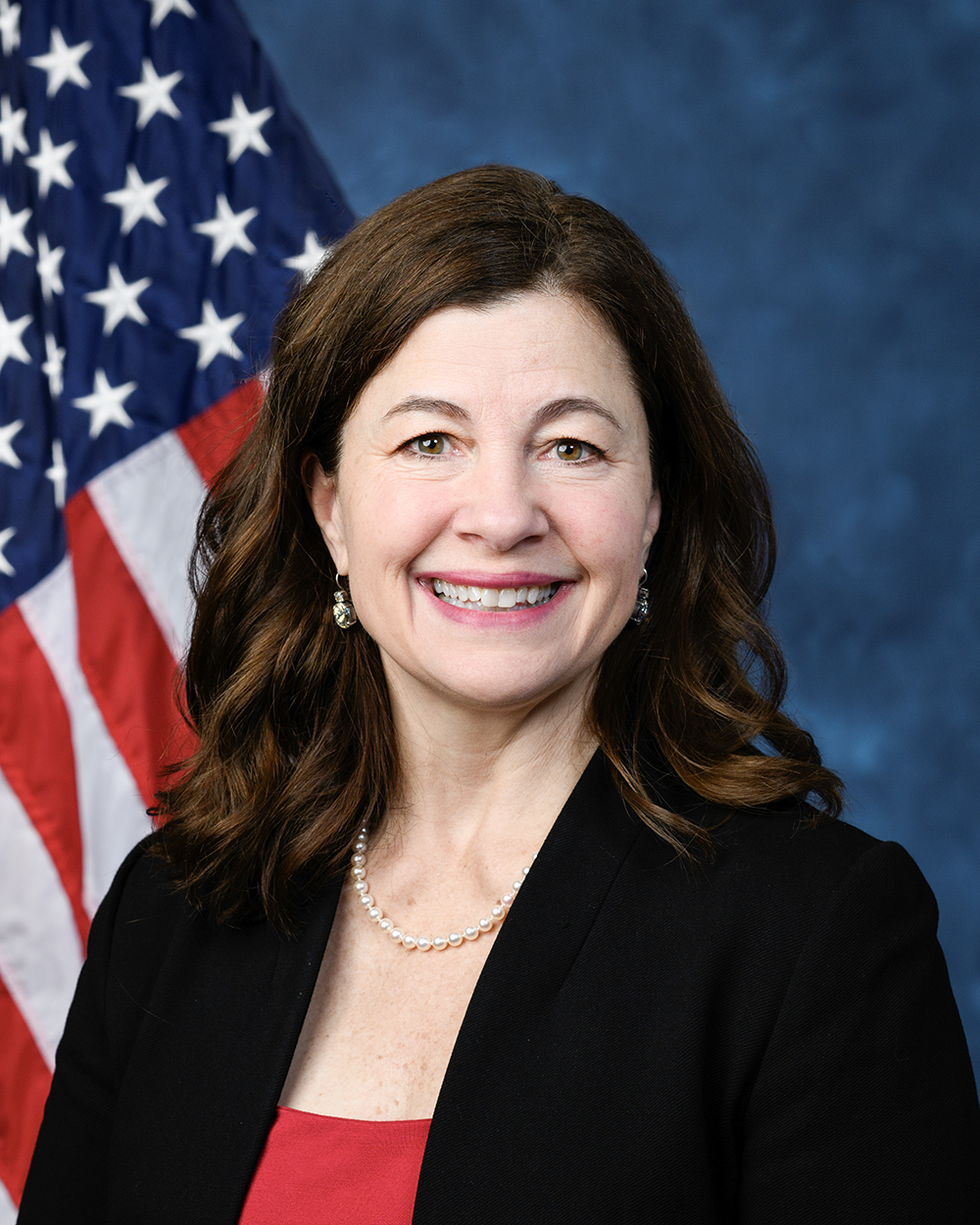
McDonald Rivet (2024)

Kristen Lee McDonald Rivet (* 11. Juli 1970 in Portland (Michigan)) ist eine US-amerikanische Politikerin der Demokraten. 2022 wurde sie in den Senat von Michigan und 2024 im 8. Kongresswahlbezirk von Michigan in das Repräsentantenhaus der Vereinigten Staaten gewählt.

## Leben
Kristen McDonald Rivet wuchs in Portland in Michigan auf.
Sie studierte zunächst an der Michigan State University Geschichte und schloss dort 1992 mit dem Bachelor ab. Später folgte 2008 bis 2010 ein erfolgreiches Masterstudium in Erziehungswissenschaft und öffentlicher Verwaltung an der University of Michigan at Flint.
Beruflich war sie 1993 bis 1999 in der Kommunikationsabteilung des Parlaments von Michigan tätig. Dann war sie bis 2004 Executive Director bei Michigan Head Start. Gouverneurin Jennifer Granholm setzte Kristen McDonald Rivet von 2004 bis 2006 im Michigan Department of Health and Human Services als leitende Beraterin des Kinderparlaments ein. Von 2006 bis 2007 war sie Stabschefin des Michigan Department of Education. Sie war 2007 bis 2016 in der Skillman Foundation, einer gemeinnützigen Stiftung für Bildung, tätig. Zuletzt war sie dort Vizepräsidentin. Sie war von 2015 bis 2021 Präsidentin und Vorstandsvorsitzende der Greater Midland Community Centers und während der COVID-19-Pandemie 2020 bis 2022 Leiterin der Strategie von der Michigan Health Improvement Alliance Inc. Sie wurde in die City Commission von Bay City (Michigan) gewählt und gehörte dem Gremium 2019 bis 2022 an. Sie war 2021 bis 2023 Vizepräsidentin von Michigan Future Inc.

## Politik
Bei ihrer Kandidatur 2022 hatte sie im 35. Wahlkreis zur Wahl des Senats von Michigan in der Vorwahl der Demokraten keine Rivalen.
Sie gewann die Wahl zur Senatorin des 35. Wahlkreises mit 53,4 %. Sie war damit die erste Demokratin auf diesem Sitz seit 1963.
Nachdem Dan Kildee, aus der Kildee-Familie, die seit 1977 den Abgeordneten des 8. Kongresswahlbezirkes gestellt hatte, angekündigt hatte, nicht bei den Wahlen zum Repräsentantenhaus der Vereinigten Staaten 2024 anzutreten, eröffnete sich für Kristen McDonald Rivet die Möglichkeit, die Familie abzulösen. Nachdem sie und zwei weitere Demokraten diese Möglichkeit ergriffen hätten, sprachen Dan Kildee und Gouverneurin Gretchen Whitmer Wahlempfehlungen für McDonald Rivet aus. Sie entschied die Vorwahl für sich, während die Republikaner Paul Junge aufstellten, der in der ersten Amtszeit von Donald Trump für dessen Administration gearbeitet hatte und erfolglos 2020 gegen Elissa Slotkin und 2022 gegen Dan Kildee für den Kongress kandidiert hatte. Die Wahl galt als eine der offenen Wahlen, die über die Mehrheit im 119. Kongress der Vereinigten Staaten entscheiden könnten. In der Hauptwahl erhielt McDonald Rivet 51,3 % und Junge 44,6 %.